# Grammis
I Grammis sono dei premi musicali assegnati dal 1969 al 1972 e poi nuovamente dal 1987 in Svezia. I premi sono conferiti dalla IFPI svedese e la cerimonia di consegna viene effettuata annualmente, spesso nel mese di febbraio a Stoccolma. Dal 1972 al 1987 il premio non è stato assegnato.